# Bultaco Saturno
La Bultaco Saturno 200, sovint coneguda simplement com a Bultaco Saturno, fou un model de motocicleta de turisme fabricat per Bultaco entre 1964 i 1966. Era una evolució de la 200, però amb un motor més tranquil i un xassís reforçat. Juntament amb altres models de la marca com ara la Mercurio o la Senior, la Saturno era una moto econòmica i duradora. Quan es va deixar de fabricar, el novembre de 1966, fou substituïda per la nova Senior 200, una denominació que complementava la de la també nova Junior 74 (apareguda el gener d'aquell any i adreçada als més joves).
Les principals característiques de la Saturno eren les següents: motor de dos temps monocilíndric refrigerat per aire de 196 cc amb canvi de 4 velocitats, bastidor de bressol simple, frens de tambor i amortidors de forquilla convencional davant i telescòpics darrere.

## Versions
Es varen fabricar dues versions de Saturno correlatives, ambdues idèntiques i diferenciades només pel seu número de sèrie. La primera va estar en producció des de l'octubre de 1964 fins al 1966 i la segona -una curta sèrie de menys de 300 unitats-, el 1966.

### Llista de versions produïdes
| Id. Model | Versió | Cilindrada | Anys        | Núm. Sèrie        | Pintura dipòsit  |
| --------- | ------ | ---------- | ----------- | ----------------- | ---------------- |
| 12        | 1a     | 200        | 1964 - 1966 | 211.225 - 214.050 | Grana i argentat |
| 12        | 2a     | 200        | 1966        | 214.051 - 214.300 | Grana i argentat |

### 200
Fitxa tècnica
| Bultaco Saturno 200 | Bultaco Saturno 200                 |
| --- | ----------------------------------- |
| Id. Model | 12                                  |
| Núm. Sèrie | 211.225 - 214.050 214.051 - 214.300 |
| Anys | 1964 - 1966                         |
| CC | 196,04                              |
| Diàmetre x Carrera | 64,5 x 60 mm                        |
| Compressió | ?                                   |
| CV | 15 a 6.500 rpm                      |
| Carburador | Amal 376/25 mm                      |
| Canvi | 4 velocitats                        |
| Pneumàtic davant | 2,75 x 18"                          |
| Pneumàtic darrera | 3,00 x 18"                          |
| Frens davant | 160 x 35 mm                         |
| Frens darrera | 140 x 40 mm                         |
| Pes en sec | 95 kg                               |
| Dipòsit | Grana i argentat (13 l)             |
| \| • Altres \| \| ---------------------------------------------------------------------------------------------------------------- \| \| - Longitud total: 1.915 mm - Distància entre eixos: 1.270 mm - Velocitat màxima: 105 km/h - Consum: 3 l x 100 km \| |                                     |
| • Altres |                                     |
| - Longitud total: 1.915 mm - Distància entre eixos: 1.270 mm - Velocitat màxima: 105 km/h - Consum: 3 l x 100 km |                                     |